# Flensburger Stadtbefestigung

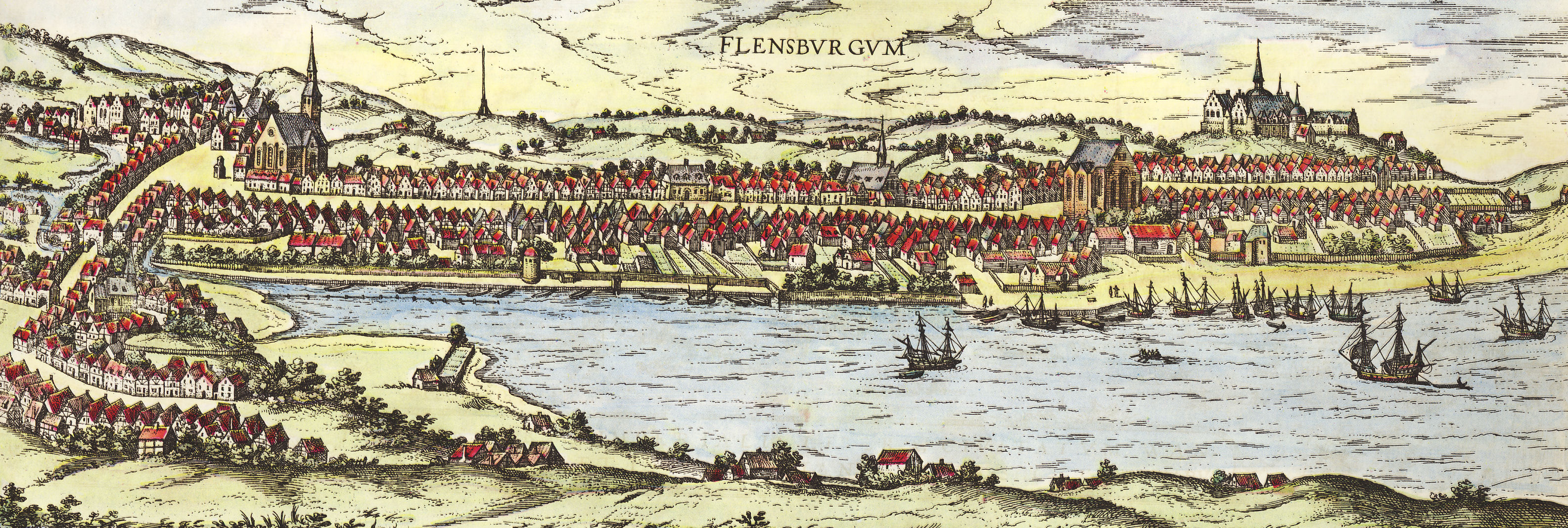
Auf der Stadtansicht Flensburgs von Braun und Hogenberg, die ungefähr zwischen 1572 und 1618 entstand, sind einige der alten Stadttore zu erkennen.

Die Flensburger Stadtbefestigung war die städtische Befestigungsanlage Flensburgs. Sie ist heute nur noch in wenigen Teilen erhalten. Sie bestand aus einer Stadtmauer, aus Stadttoren und Pforten sowie aus einigen kleinen Burganlagen, die in dieses Verteidigungssystem integriert waren.

## Stadtverteidigungssituation Flensburgs zu Beginn

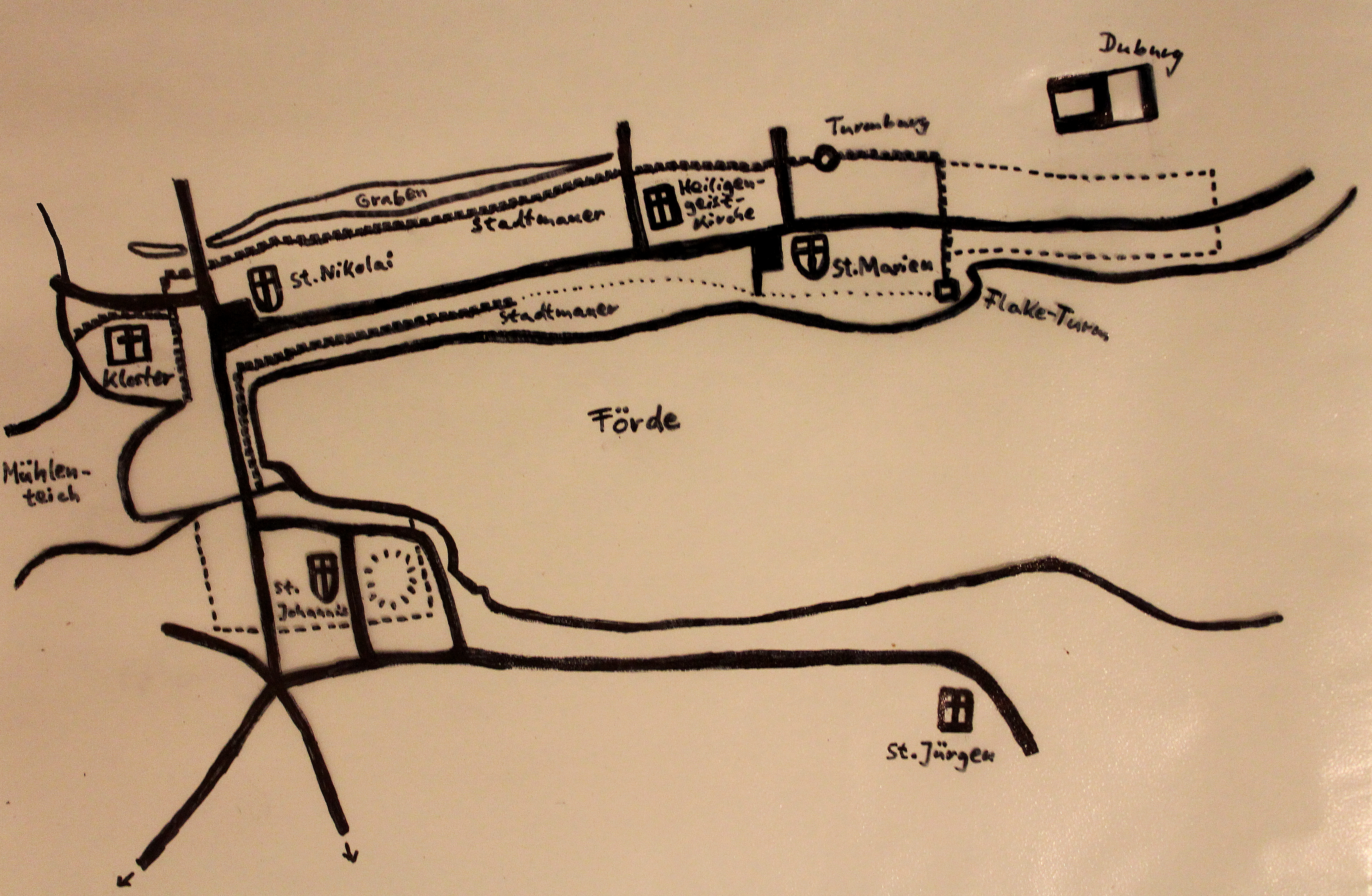
Flensburg ungefähr zum Ende des Mittelalters (15. Jahrhundert)

Die Halbinsel Angeln war seit ungefähr 500 n. Chr. schrittweise durch den Ausbau des Danewerkes nach Süden hin geschützt worden. Das besagte Wallsystem hatte die Aufgabe, den gesamten nördlichen Teil der Kimbrischen Halbinsel abzusichern.
In einem größeren Abstand zur Flensburger Förde, auf der Halbinsel Angeln gelegen, entstand in einem ersten Schritt die Siedlung Adelby, die weniger bekannte, ursprüngliche Keimzelle von Flensburg. Ungefähr um 1120, nachdem die Überfallgefahr von See zurückgegangen war, bildete sich dann auch eine Siedlung direkt an der Förde, nämlich das Kirchspiel St. Johannis. Von dieser Zeit berichtet die Sage vom Ritter Fleno, der vom Landesherren den Befehl bekam, nach Flensburg zu ziehen, um dort zur Verteidigung der kleinen Siedlung eine Burg zu bauen. Historisch lässt sich die Sage jedoch nicht beweisen. Eine Burg im besagten Gebiet soll zumindest im Dammhofareal gestanden haben, die aber wohl schon im 13. Jahrhundert zerstört wurde. Archäologisch nachgewiesen ist zudem eine Seesperre im Flensburger Hafen, die wohl um 1150 unter König Waldemar I. zur Abwehr der kriegerischen Wenden errichtet wurde. Die Seesperre bestand aus einer Art Schutzwall aus Pfählen, welche unterhalb der Wasseroberfläche lagen und angreifende Schiffe fernhalten sollten. 1170 kam das Kirchspiel St. Marien zur Siedlung hinzu. Ungefähr 1200 folgte das Kirchspiel St. Nikolai. Aus dieser Zeit berichtet eine weitere Sage erneut von Burganlagen, die jedoch gegen die Flensburger gerichtet waren. Fünf Raubritter, von denen der bösartigste der von der Eddeboe gewesen sein soll, sollen gemäß der Sage rundherum um Flensburg in ihren Burgen gelebt haben und eine Zeit lang den Flensburgern geschadet haben. 1285 kam das Kirchspiel St. Gertrud zur Stadt. Im Jahr zuvor (1284) empfingen die Flensburger das Stadtrecht. Erst später begannen Flensburgs Bürger den Bau von Stadtmauer und Stadttoren.

## Aufbau der Stadtbefestigung
Zur Mitte des 14. Jahrhunderts beherrschten die Schauenburger Grafen das Herzogtum Schleswig. Um ihre Herrschaft zu sichern, ließen die Brüder Heinrich von Holstein und Nikolaus von Holstein um 1345 die Stadt befestigen. Mauern, Tore und Türme wurden errichtet. Die Flensburger durften oder mussten, nachdem ihnen Graf Nikolaus den Bau der Ringmauer gestattete, die besagte Mauer errichten. Zeitgleich mit der Stadtmauer wurde die Burg Niehuus gebaut, welche die Stadt zum Norden hin schützen sollte. Das Schloss Glücksburg, das erst zum Ende des 16. Jahrhunderts errichtet wurde, lag weit abgelegen von der Stadt Flensburg und übernahm daher keine Verteidigungsfunktion für diese. Glücksburg selbst war nicht durch eine Stadtmauer geschützt, sondern nur durch einen Wildzaun der mit dem Schloss entstand (vgl. Blocksberg (Flensburg)).

### Stadtmauer, Gräben und Wallanlage
Die seit 1345 errichtete Stadtmauer umschloss die Kirchspiel St. Nikolai und St. Marien. Ob die Stadtmauer hierbei durchgehend am Westufer des Hafens entlang ging, ist nicht ganz sicher. Als sicher gilt, dass der Bereich unterhalb des Holms mit einer Stadtmauer gesichert war. Damals lag das Kirchspiel St. Nikolai auf einer Art Insel. Unterhalb des Holms lag die Förde. Im Süden waren der Mühlenstrom und der Mühlenteich und im Westen vor der Stadtmauer der breite Stadtgraben zu finden. Am nördlichen Ende des Holms lag der Thingplatz, wo die Rutebek vom Stadtgraben kommend zum Hafen hinabfloss. Ein ganzes Stück weiter auf der nördlichen Seite der Neuen Straße floss die Glimbek zum Hafen hinab und bildete eine Art Stadtgraben. Die erwähnte Neue Straße, die entlang der Stadtmauer führte, ist seit 1621 belegt. Im Hafenbereich von St. Marien unterhalb der Großen Straße könnte sich eine unbefestigte Lücke befunden haben. In Süderhofenden (dieser Name, der schon seit dem Anfang des 17. Jahrhunderts verwendet wird, kommt daher, dass zum dortigen Weg am Wasser die Kaufmannshöfe endeten) soll sich eine Stadtmauer befunden haben. Im Bereich Norderhofenden ist es strittig, ob dort eine richtige Befestigung vorlag, ähnlich im Bereich Schiffbrücke. Das Johannisviertel und das Gertrudenviertel waren zur Verteidigung nur mit Plankwerk umgeben. Im Süden wurde die Stadtmauer zusätzlich durch die Klostermauer des Franziskanerklosters St. Katharinen verstärkt.
Auf der Westseite der Stadtmauer befanden sich zwei Gräben, der Südergraben sowie der Nordergraben. Da in diesem Bereich die Stadtmauer mit ihren Gräben unterhalb der dort befindlichen Abhänge verlief, war sie dort weniger gut zu verteidigen. Deshalb ließen die Holsteiner Grafen diesen Bereich später verstärken, indem sie der Stadtmauer eine Landwehr, bestehend aus Wällen und Gräben, vorlagerten, welche oberhalb, auf den Anhöhen errichtet wurde.
Die Stadtmauer stand auf einem Fundament unbehauener Feldsteine. Sie bestand im Grunde aus zwei Mauern, zwischen denen sich eine dicke Schicht mit Schutt befand. Sie war fast einen Meter breit und war bis zu 4,30 Meter hoch.:S. 6

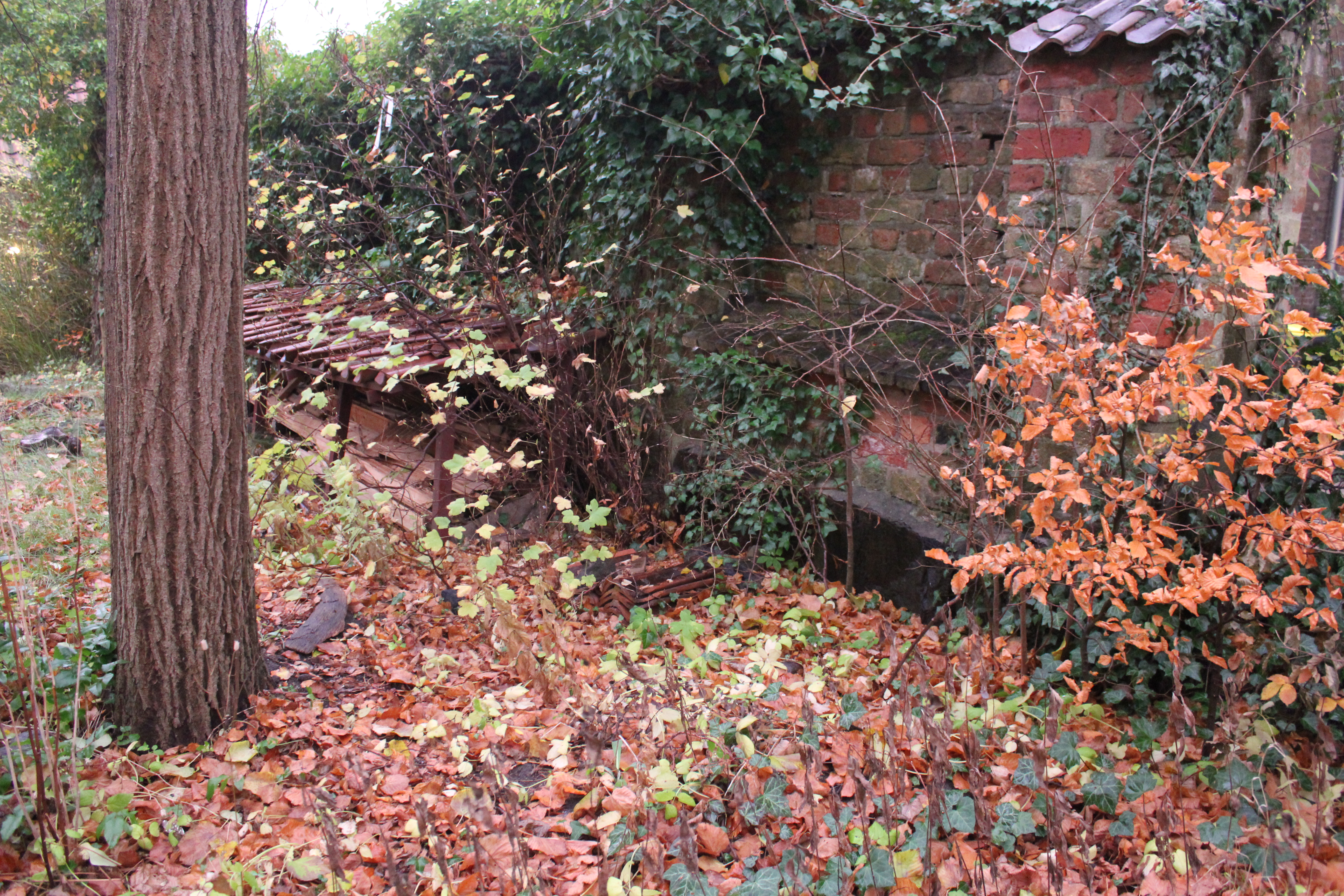
Stadtmauerrest bei der Nikolaikirche
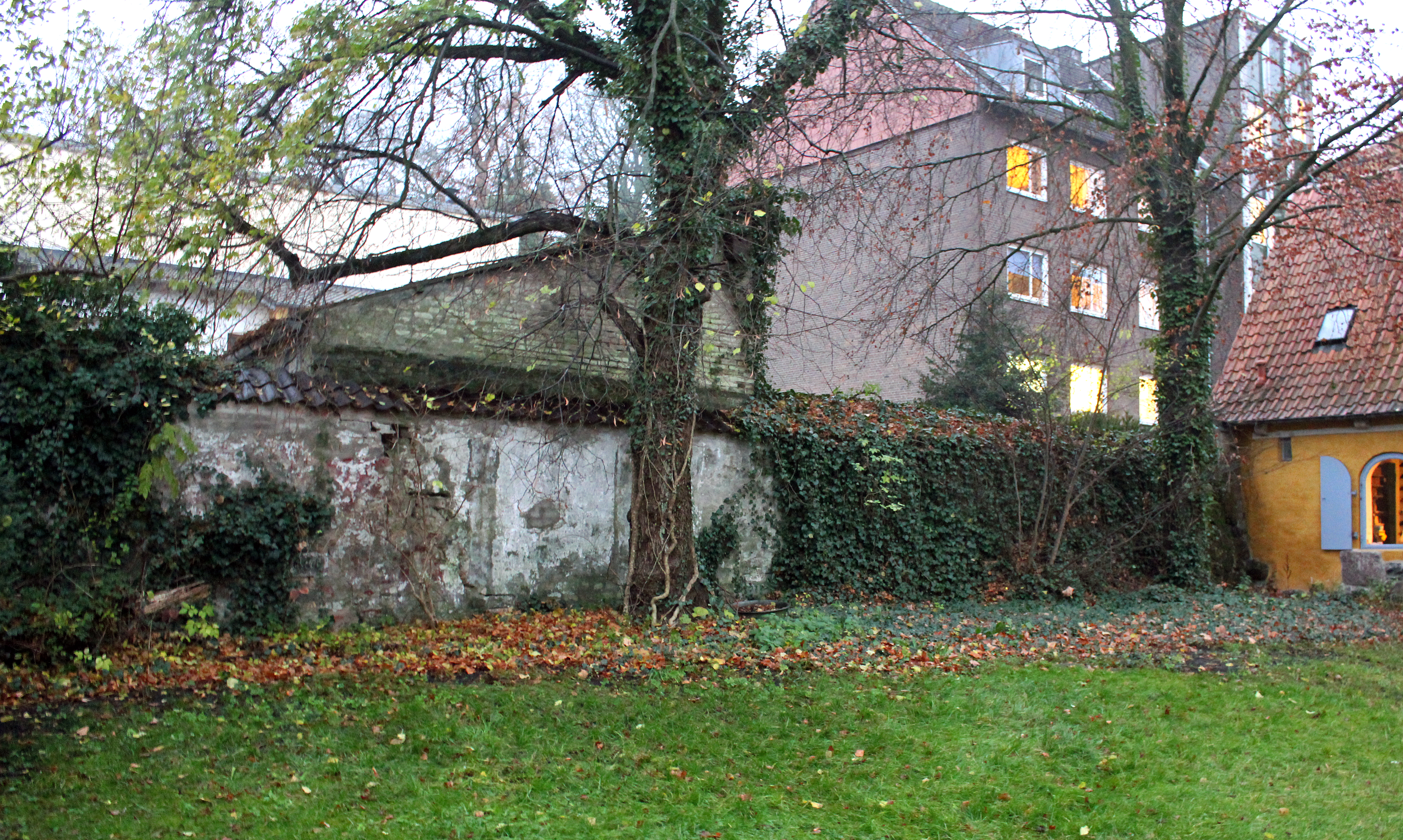
Der längst Stadtmauerrest bei der Nikolaikirche
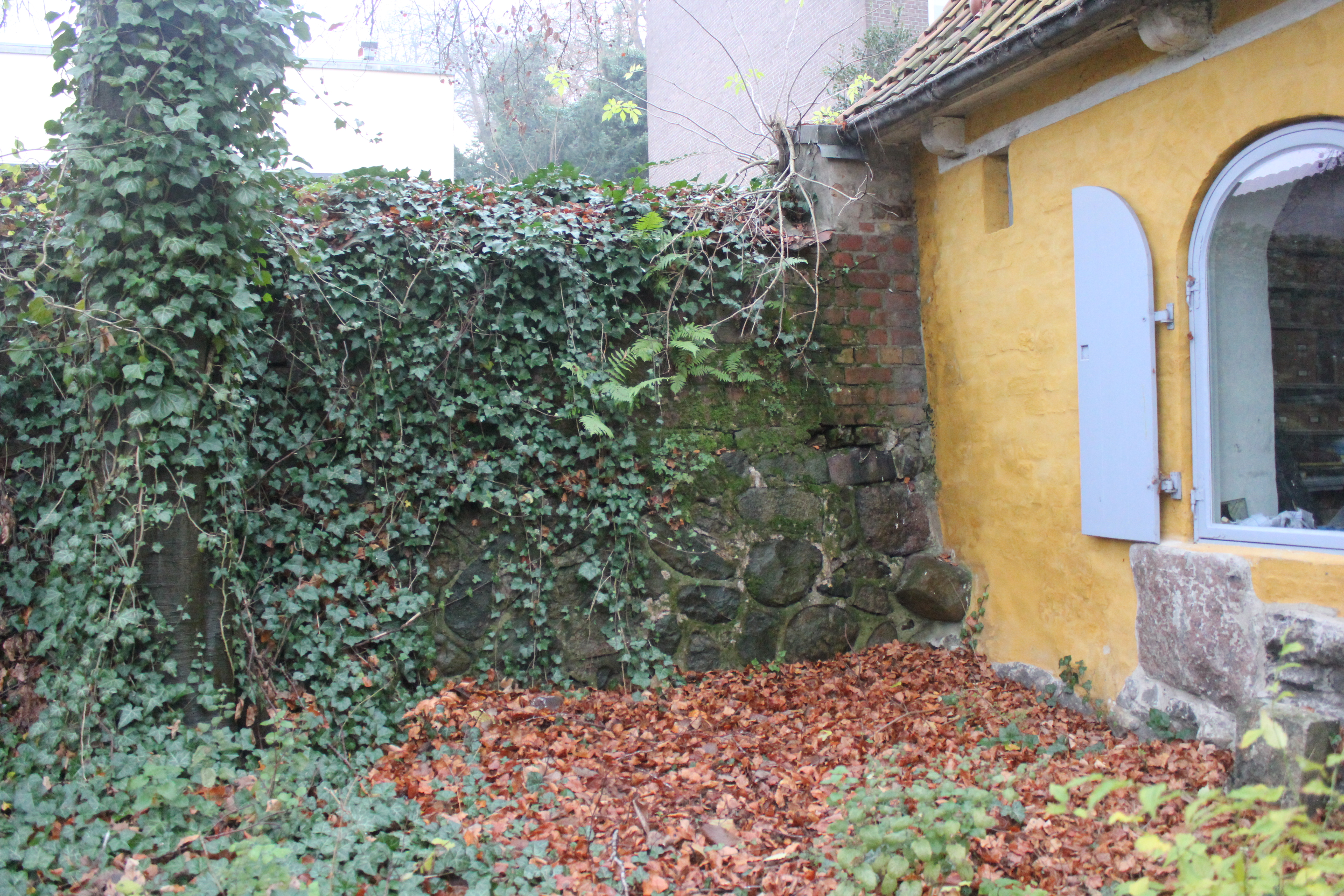
Die fast gänzlich bewachsene Stadtmauer im Herbst, mit ihren Feldsteinen und Backsteinen darüber.
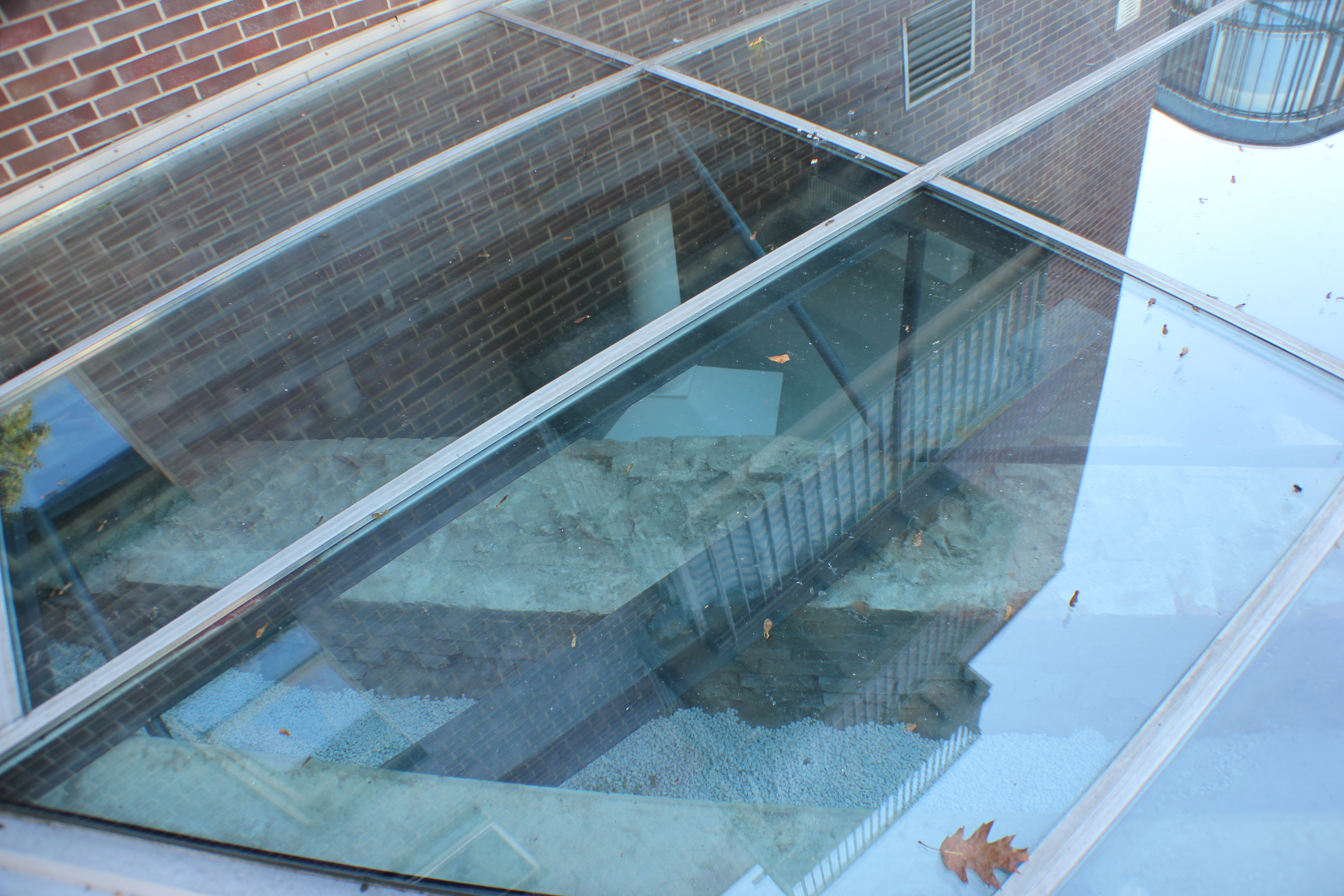
Stadtmauerrest beziehungsweise Klostermauerrest unter dem Glasdach bei der Roten Straße
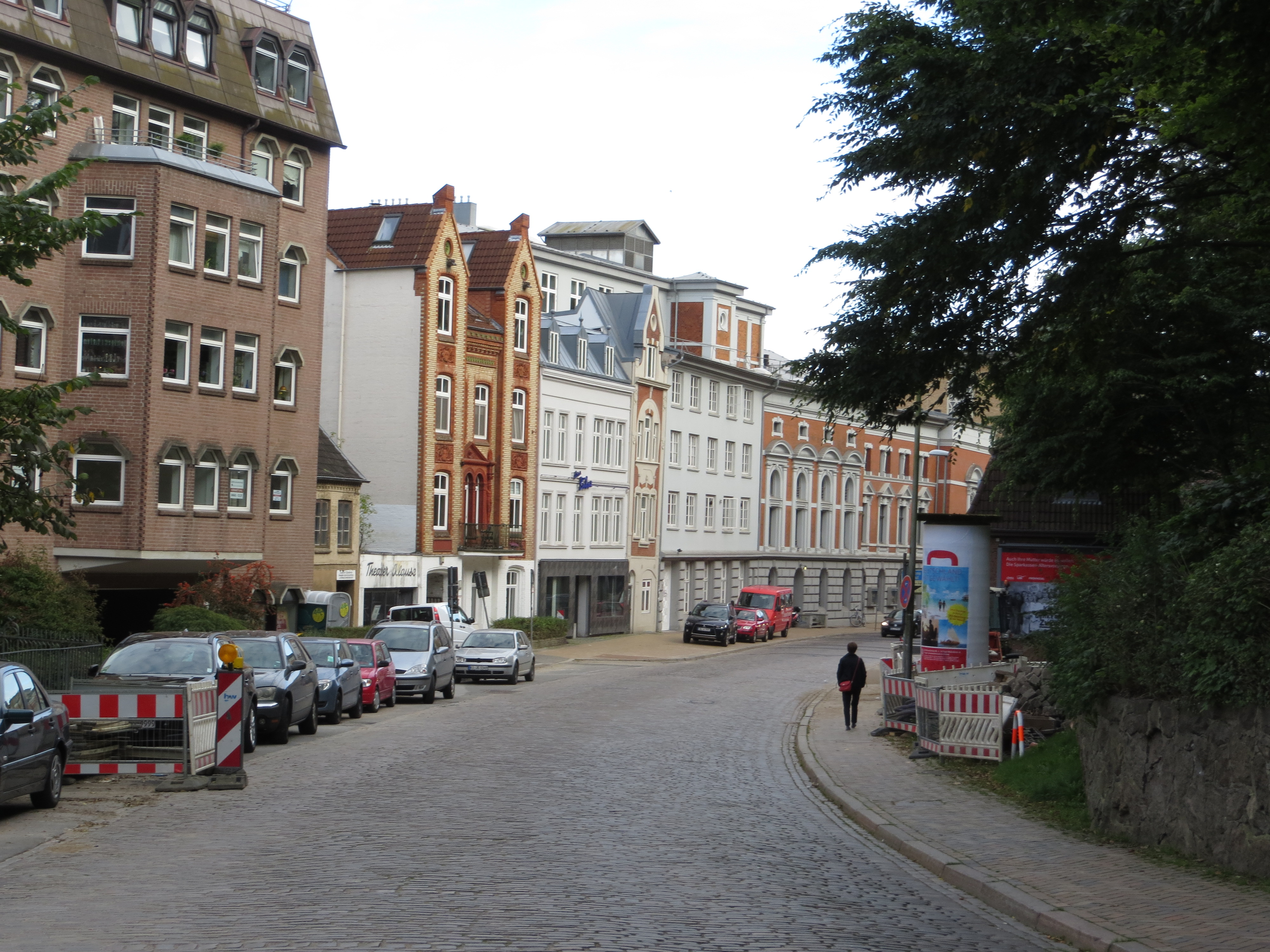
Straße wo sich der sogenannte Nordergraben befand
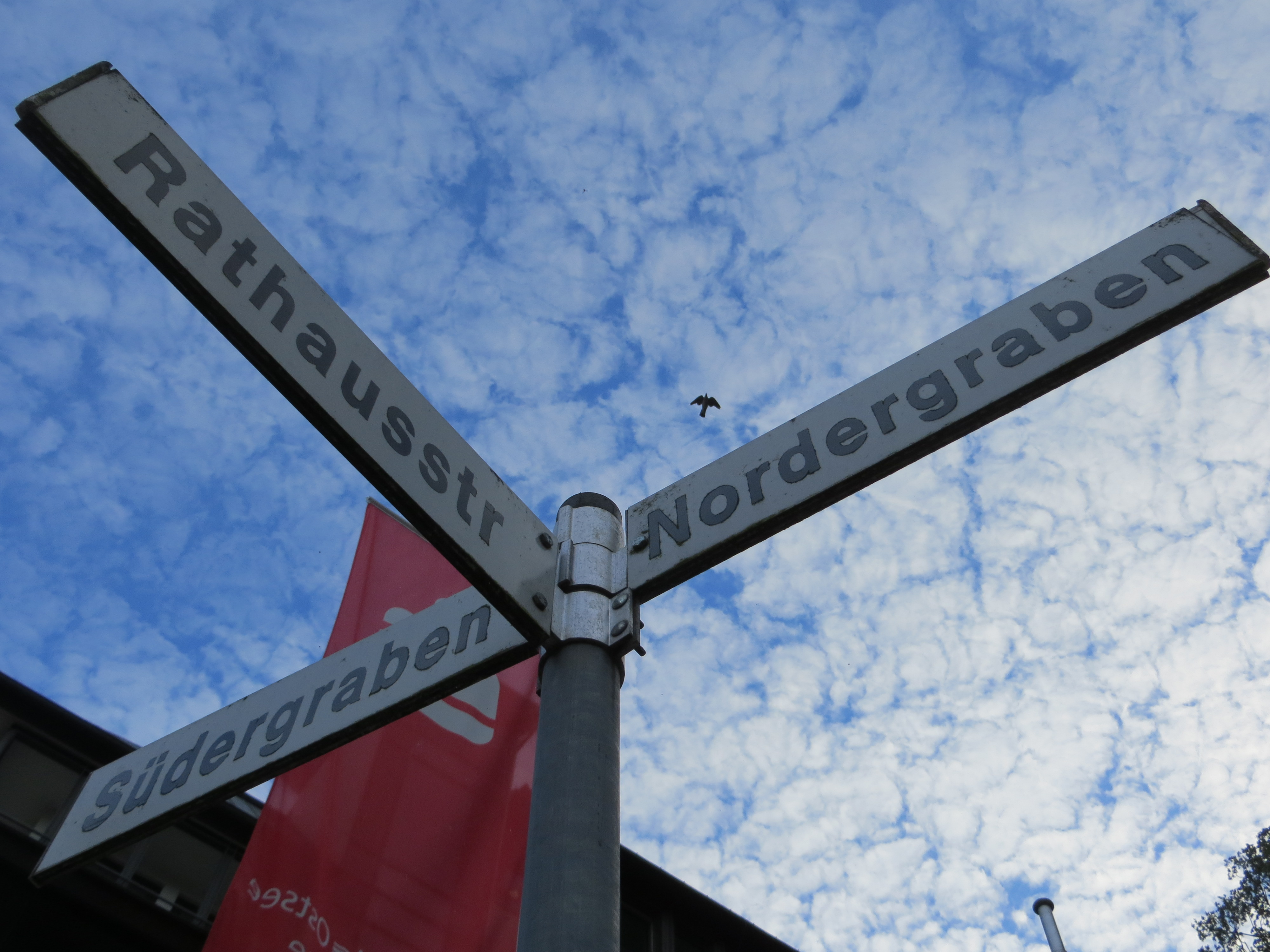
Straßenschilder vom Nordergraben, Südergraben und der Rathausstraße

### Pforten und Stadttore
In der Stadtmauer befanden sich Pforten und Tore, von denen heute einige namentlich bekannt sind. Neben den zwei Toren, die die Zeit überdauert haben, Nordertor und Kompagnietor, sind von den anderen die ehemaligen Standorte zumeist nur im Groben bekannt. Größte Bedeutung hatten die Angelburgerpforte (beziehungsweise das Mühlentor), das Rote Tor, das Friesische Tor, das Marientor (beziehungsweise Kuhgangpforte) sowie das Neue Tor, die direkt in die eigentliche Stadtmauer eingebaut waren. In den von Plankwerk geschützten Bereich der Stadtbefestigung waren bei St. Johannis im Osten das Johannistor und im Norden des Gertrudenviertels das Nordertor verbaut. Diese Tore lagen alle an wichtigen Hauptstraßen, die aus der Stadt führten. Ein Großteil von ihnen wurde im 19. Jahrhundert abgerissen.
| Name                                          | Beschreibung | Lage | Bild |
| --------------------------------------------- | --- | --- | ---- |
| Angelburgerpforte (später auch: Mühlentor)    | Sie Bestand im 15. Jahrhundert. Ihr Aussehen ist grob bekannt. Das Tor wurde im Jahr 1843 abgebrochen. | Im Kreuzungsbereich unterhalb der Angelburger Straße 33. |      |
| Dammhofpforte                                 | Sie bestand im 16. Jahrhundert. | In der Straße Am Dammhof, die sich nahe der St. Johanniskirche befindet. |      |
| Fischerpforte                                 | Sie bestand im 16. Jahrhundert. | Ungefähr in der Mitte der Süderfischerstraße, unterhalb und am Ende des Fleno-Parks. |      |
| Friesisches Tor                               | Sie bestand im 15. Jahrhundert. Das Aussehen des Tores ist grob bekannt. Es wurde wohl zusammen mit dem Johannistor im Jahre 1840 abgebrochen. | Es stand bei der Hausnummer Friesische Straße Nr. 4, also zum unteren Ende der Friesischen Straße, oberhalb des Südermarktes. |      |
| Heiligengeist-Pforte                          | Sie bestand im 16. Jahrhundert. | Am oberen Ende des Heiligengeistgangs zum Nordergraben hin. |      |
| Johannistor (teilweise auch: Angelburger Tor) | Es bestand im 15. Jahrhundert. Das Aussehen des Tores ist grob bekannt. Es wurde 1840 abgebrochen. | Es befand sich im obersten Bereich des östlichen Teils der Angelburger Straße, die im dortigen östlichen Bereich früher den Namen Große Johannisstraße bzw. Große St.-Johannis-Straße trug.                                         |      |
| Klosterpforte                                 | Klosterpforte wurden die Pforten genannt durch die man in den Klosterbereich gelangte. Von diesen gab es wohl drei Stück. Die erste existierte schon im 15. Jahrhundert, die anderen wohl erst im 16. Jahrhundert. Durch die erste der Pforten gelangte man vom Kloster zum Südermarkt. Durch eine zweite Pforte gelangte man zu einer Gasse, die heutzutage ungefähr dem Verlauf der Dr.-Todsen-Straße entspricht und über die man ebenfalls den Südermarkt erreichte. Über die dritte Pforte gelangte man in die Rote Straße. | Vom Kloster kommend irgendwo beim Klostergang der zum Südermarkt führt (die erste Pforte), bei der Dr.-Todsen-Straße (die zweite Pforte) sowie wohl ungefähr dort wo der Klostergang in die Rote Straße mündet (die dritte Pforte). |      |
| Knochenhauerpforte                            | Sie bestand im 15. und 16. Jahrhundert. | Ungefähr unterhalb der heutigen Rathausstraße. |      |
| Kompagnietor (Alte Pforte der Kompagnie)      | Es bestand im 15. Jahrhundert. Man weiß ungefähr wie dieses Tor ausgesehen hat. Das alte Kompagnietor wurde im Jahr 1604 durch das Neue Kompagnietor ersetzt. | Es stand an der Stelle wo das heutige Kompagnietor steht. |      |
| Kompagnietor (Neue Compagnie)                 | Das Neue Kompagnietor wurde im Jahr 1602 erbaut und ersetzte die alte Pforte der Kompagnie. Da sich im Hafenbereich von St. Marien, also dem Bereich unterhalb der Großen Straße befindet, wo sich eine unbefestigte Lücke in der Stadtmauer befunden haben könnte, wird es teilweise offenbar nicht als vollwertiges Stadttor gesehen.:S. 15 | Am Ende der Kompagniestraße, zum Hafen hin. |      |
| Marienpforte (auch: Kuhgangpforte)            | Die Pforte bestand im 15. und noch im 16. Jahrhundert. Sie wurde offenbar Anfang des 17. Jahrhunderts abgerissen und zwischen 1609 und 1610 durch ein neues Tor ersetzt. | Es befand sich am Anfang des Norderkuhganges bzw. der Marienstraße, vermutlich ziemlich an der Stelle, wo später der Neubau stand.                                                                                                  |      |
| Marientor                                     | Das Tor wurde in den Jahren 1609/1610 errichtet. Es ersetzte die vorherige Pforte. Es wurde im Jahr 1837 abgebrochen. | Es lag ungefähr auf dem Weg bei der Adresse Marienstraße 23. |      |
| Neues Tor (auch: Molendam(m)-P(f)orte)        | Es bestand im 16. Jahrhundert. Es wurde teilweise Molendam-Porte oder Molendamm-Pforte genannt. Dieses Mühlenteichtor stand nahe dem gestauten Mühlenteich im Norden. Dieser trieb die zur Duburg gehörende Schlossmühle im Westen der Straße an. Gespeist wurde der Teich durch die Glimbek. | Es lag ungefähr bei auf dem Weg der Norderstraße bei der Hausnummer 27 beziehungsweise Hausnummer 16, nahe der Neuen Straße. |      |
| Norderpforte (Norderporte)                    | Vorgängerbau vom Nordertor dessen Aussehen grob bekannt ist. Die Pforte wurde am Ende des 16. Jahrhunderts durch den Bau des Nordertors ersetzt; für weiteres siehe dort. | Es befand sich bei der Adresse Norderstraße 122. |      |
| Nordertor                                     | Das Tor wurde um 1595 errichtet und steht heute noch. | Das Tor besitzt heutzutage die Adresse Am Nordertor 1. |      |
| Potterporte (auch: Waterporte)                | 1589 vom Franziskanerkloster erbaut. Die Pforte lag früher am Mühlenteich und trug daher auch den Namen Waterporte. Die Pforte ist nicht mit dem Wassertor beim Bootshafen der Marineschule Mürwik in Flensburg-Mürwik zu verwechseln. | Am Ende der heute nicht mehr existierenden Töpferstraße, beim Franziskanerkloster. |      |
| Rathauspforte                                 | Sie bestand im 15. und 16. Jahrhundert. | Ungefähr oberhalb des Thingplatzes. |      |
| Rote Pforte                                   | Vorgängerbau des Roten Tores aus dem Jahr 1350:S. 13; für weiteres siehe dort | Die kleine Pforte befand sich ungefähr bei der Hausnummer 12–14 der Roten Straße. |      |
| Rotes Tor                                     | Es wurde im Jahr 1606 errichtet und ersetzte die Rote Pforte. Es wurde im Jahr 1874 abgebrochen. | Es wurde beim Grundstück mit der Adresse Rote Straße 23 errichtet. |      |
| Schiffbrückenpforte                           | Sie bestand im 15. und 16. Jahrhundert. In der alten Stadtansicht Flensburgs von Braun und Hogenberg, befindet sich an der betrefflichen Stelle die Darstellung eines Tores, vermutlich also die Schiffbrückenpforte. | Ungefähr am Ende der Schiffbrückstraße beim Schiffbrückplatz. |      |

### Burganlagen
Neben der Burg Niehuus existierten noch weitere Burganlagen zum Schutz Flensburgs. In die Stadtmauer war so wohl eine kleine Burganlage direkt integriert, welche 100 Meter westlich von der Marienkirche lag. Die besagte Turmburg im Norderkuhgang (Vgl. Burghof (Flensburg)) lag in Sichtweite des Marienberges wo sich der Hof Flenstoft befand und an dessen Stelle um 1411 die Duburg entstand, welche in der Folgezeit ebenfalls eine wichtige Verteidigungsaufgabe übernahm. Ställe der Duburg befanden sich zudem am Hafen (Straße Herrenstall). Von der Duburg führte wohl ein mit Palisaden ausgerüsteter Gang („Bart“ genannt) zum Hafen. Neben einigen Ecktürmen der Stadtmauer, existierte noch der Flake-Turm (Flake Torm), ebenfalls ein Eckturm der Stadtmauer, im heutigen Bereich, unterhalb der Neuen Straße. Dieser Turm, der möglicherweise zunächst die fast runde Gestalt einer Motte mit 10 Meter Durchmesser besaß, gilt als mögliches Vorbild, des abgebildeten Turmes auf dem Flensburger Stadtwappen. In späterer Zeit besaß der Turm jedoch offenbar weniger Ecken und hatte eine eher rechteckige Gestalt sowie ein „flaches“ Dach, was das niederdeutsche Wort „Flake“ auch andeutet. Zudem nimmt man teilweise an, dass sich zeitweise in der Nähe der Angelburgerpforte, eine Zollstätte befunden haben könnte. Nur über die dort befindliche Brücke, über den Mühlenstrom konnte man von St. Johannis nach St. Nikolai gelangen, so dass sich diese Stelle zum Überwachen der Handelsströme gut eignete. Im 1443–1445 errichteten Rathaus befand sich die städtische Rüstkammer. In ihr wurden Waffen, Rüstungen, Trommeln und Fahnen gelagert.

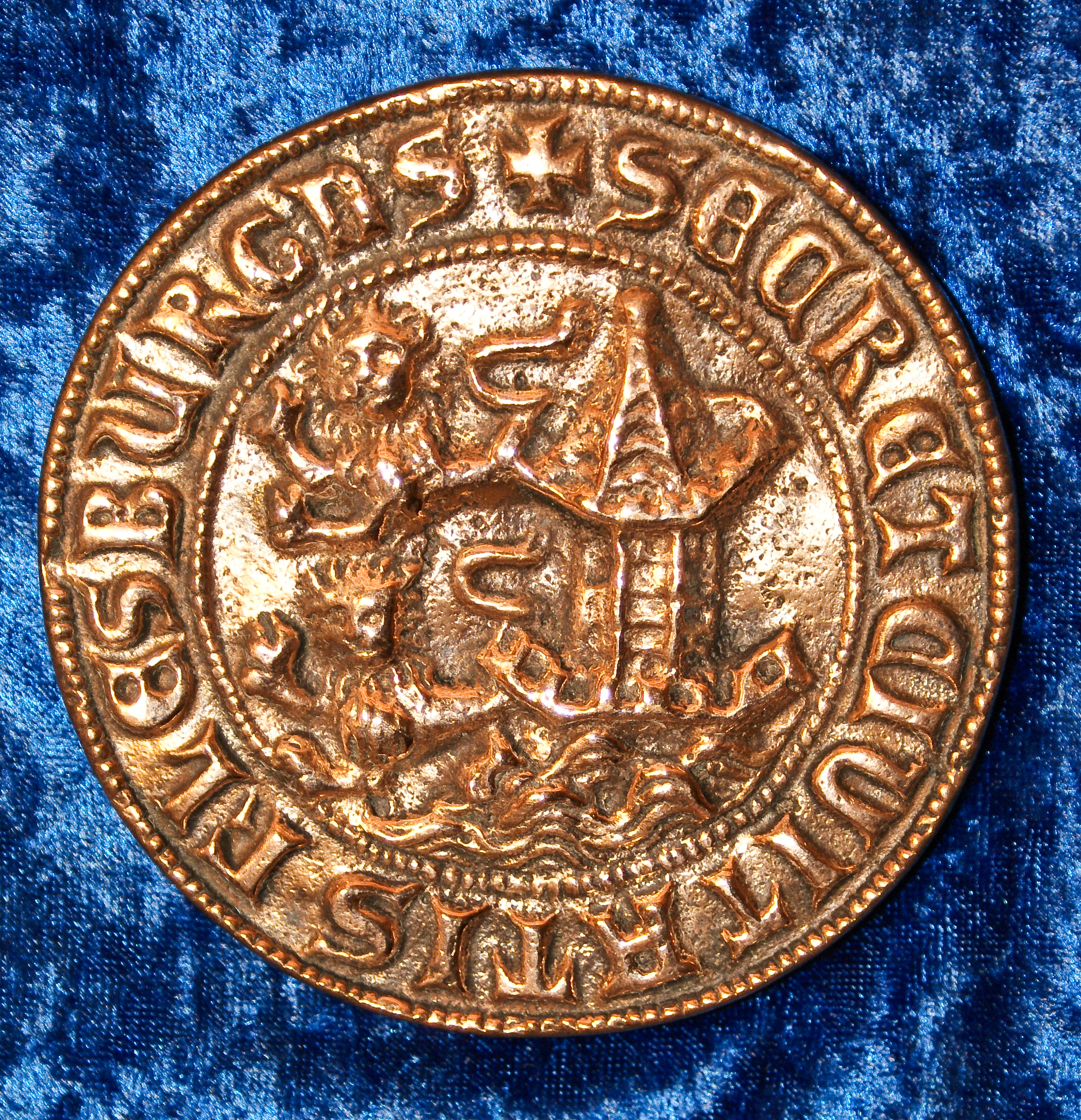
Die älteste Darstellung des Flensburgwappens, möglicherweise mit der ursprünglichen Gestalt des Flake-Turms.
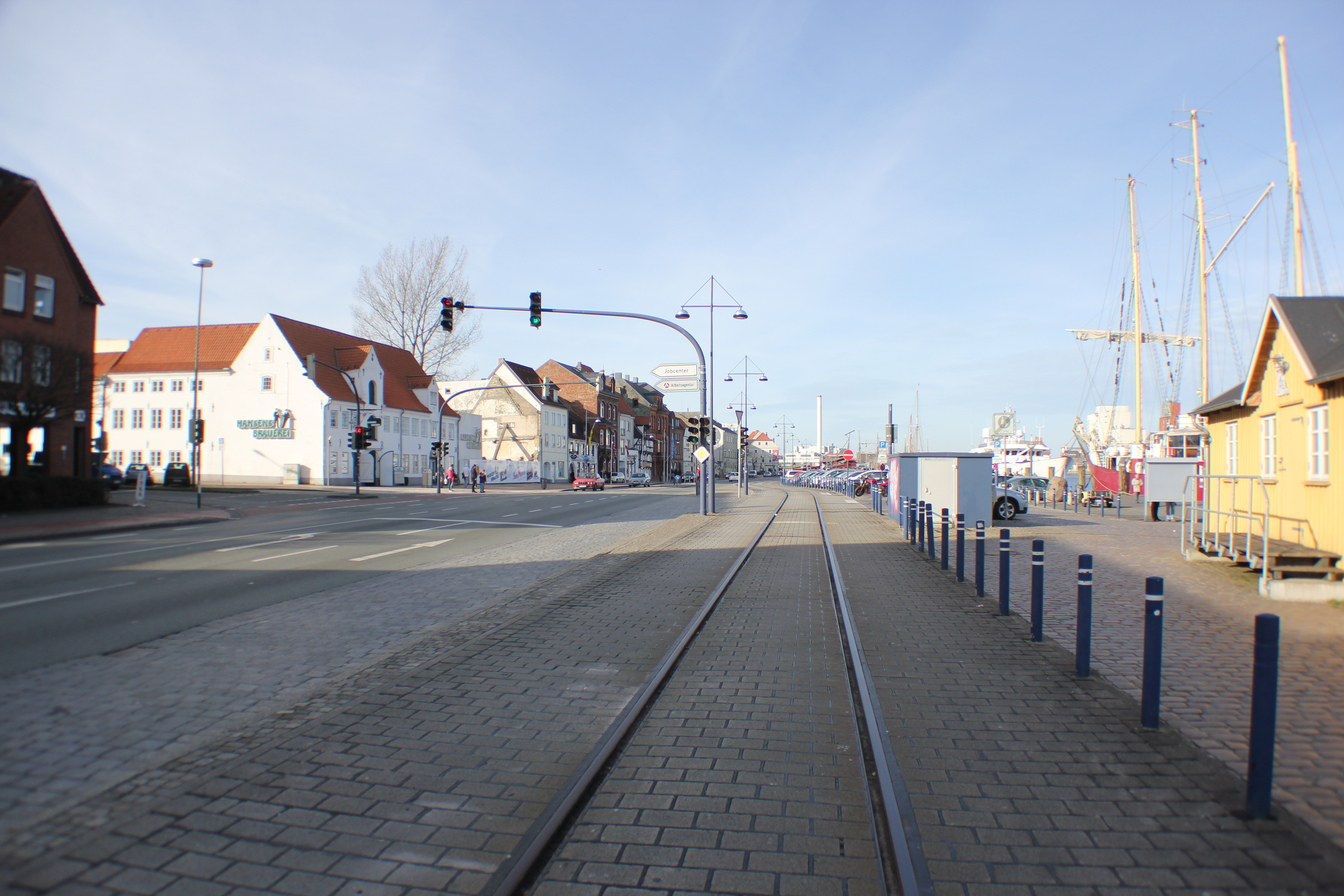
Ungefähre Position wo der Flake-Turm stand
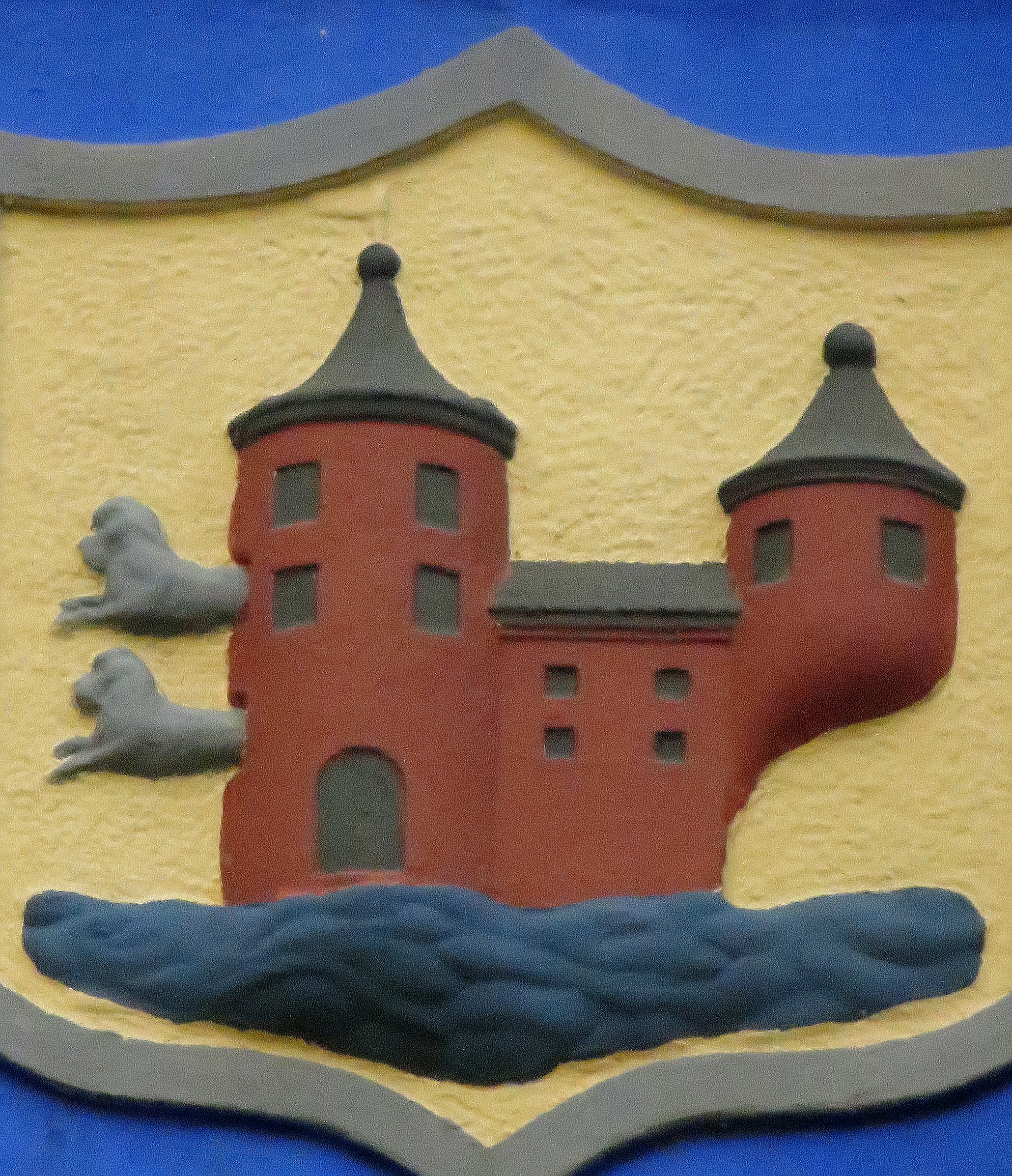
Zeitweise verwendete Variante mit einem zweiten Turm, welche am ehesten Ähnlichkeit mit der Duburg hat.
Das heutige Stadtwappen mit dem Turm

## Funktion der Stadtbefestigung
Die Stadtmauer, die in ihren Ausmaßen eher bescheiden war, war weniger für den Schutz der Stadt im Kriegsfall geeignet, sie diente primär dazu „lichtscheues Gesindel“ außerhalb der Stadt zu halten. Mittels der Stadttore konnte kontrolliert werden, wer in die Stadt kam und konnte damit versuchen, den Ausbruch von Seuchen zu verhindern. Die Tore wurden zur Nacht und an Sonntagen geschlossen. Durch die Bezahlung eines „Tor- und Schließgeldes“ konnte ein Tor aber dennoch geöffnet werden. Burg Niehuus, welche beim Ochsenweg errichtet worden war, diente neben dem militärischen Zweck zudem als Zollstation.
Trotz der Stadtbefestigung wurde die Stadt mehrfach erobert. 1358 wurde sie von Waldemar IV. Atterdag erobert. 1406 wurde die Stadt von Königin Margarethe besetzt. 1412 wurde die Stadt unter Führung des Schleswigers Drosts Erich Krummendiek (Besitzer des Rundhofs) erobert. Die Duburg eroberte er dabei jedoch nicht. 1431 wurde die Stadt und die Duburg von Herzog Adolf VIII. erobert.

## Abbau der Befestigungsanlagen
Im Laufe der Zeit begann die Bedeutung der Stadtmauer zu schwinden und sie zerfiel und wurde abgebrochen. Schon um 1590 hatte sich auf Klostergrund, außerhalb der Stadtmauer, vor dem Johannistor, der Stadtteil St. Jürgen gebildet, womit Teile der Stadt schon nicht mehr von der Stadtmauer umschlossen waren. Dennoch im Jahr 1684 wurde die Stadtmauer offenbar beim Nikolaikirchhof nochmals ausgebessert. eine Steinplatte mit der Jahreszahl deutet dort darauf hin. Die Neue Straße die ungefähr beim Flake-Turm begann und hinter der Stadtmauer, also auf ihrer Südseite vorbeilief, wurde im 17. Jahrhundert auf der Nordseite neu bebaut. Zuvor wurde jedoch die dortige Stadtmauer fast vollständig abgetragen. An ihrer Stelle wurden die Südfassaden der neuen Häuser errichtet. Die Bedeutung der Stadttore sank und sie wurden für andere Zwecke genutzt. So erhielt beispielsweise der Physikus Dr. Bössel 1749 den Saal in der Angelburgerpforte als Anatomiekammer zur Ausbildung der Bader. 1796 wurde das nicht mehr haltbare Bauverbot auf dem Stadtfeld außerhalb der Mauern aufgehoben und in Folge entstand im Norden der Stadt die Neustadt. Die Stadttore wurden schrittweise abgebrochen, insbesondere, weil sie der Verkehrsplanung im Wege standen.
Zum Beginn des 20. Jahrhunderts wurde die Marineschule Mürwik, in Gestalt eines Burgbaus, bei dem die Ordensburg Marienburg als Vorbild diente, errichtet. Flensburg, insbesondere Mürwik, wandelte sich zu einer Militärstadt. Der sehr spät entstandene Burgbau der Marineschule, der auch „Marine-Burg“ oder auch „Rotes-Schloss“ genannt wird, dient bis heute noch der Militärischen Nutzung, gehörte jedoch nicht zur mittelalterlichen Stadtbefestigung. Gegen die Luftangriffe auf Flensburg während des Zweiten Weltkrieges halfen nur Flakgeschütze und Bunker. Die Stadt überstand die Angriffe jedoch nur mit Glück und durch Zufall. Mit dem Ende des Kalten Krieges nahm die Präsenz des Militärs stark ab. Dennoch das Militär ist weiterhin präsent.

## Überreste der Stadtbefestigung
Neben den zwei bekannten Stellen, an denen man heute noch Teile der Stadtmauer besichtigen kann (bei der Nikolaikirche und dem Franziskanerkloster), wurde durch Ausgrabungen, beim Flake-Turm die den Berg hochgehende Stadtmauer sowie die Stadtmauer beim Heiligengeistgang archäologisch nachgewiesen. Die erwähnte Ausgrabung in der Neuen Straße fand im Jahre 1951 statt. Sie hatte dort noch eine Breite von 0,80 Metern und eine Höhe von einem Meter. Die später entdeckte Stadtmauer im Heiligengeistgang hatte eine ähnliche Gestalt wie die anderen Stadtmauerreste. Bei den Ausgrabungen wurde der Flkake-Turm archäologisch nachgewiesen.
Von den Toren sind nur noch das Nordertor und das Kompagnietor erhalten.
Von der Seesperre aus der Gründungszeit Flensburgs, die seit den 1920er bekannt ist, wurden 2007 einige Pfähle geborgen. Die Lage der in knapp 10 Meter Tiefe liegenden Pfähle wurde hierbei vermessen. Die Seesperre bestand primär aus Buchenholz, bei den restlichen Pfählen die noch unter Wasser liegen, besteht das Problem, dass sie von der Schiffsbohrmuschel zersetzt werden.
Von der erwähnten Landwehr ist nichts erhalten geblieben. Die Überreste verschwanden im Jahre 1813 auf Grund von Aufschüttungsarbeiten im Rahmen der Anlage des Alten Friedhofes. Die in diesem Zusammenhang erwähnten Abhänge sind besonders gut unterhalb des Museumsberges, im Bereich des Nordergrabens zu erkennen.
Nicht zur Stadtmauer gehört die Mauer beim Nordertor. Sie wurde erst später mit den Eisenarkaden errichtet und orientiert sich nicht an der historischen Stadtmauer. Der Bahndamm der Hafenbahn, der den Eindruck einer hohen Stadtmauer hinterlässt, gehörte nicht zur Stadtbefestigung. Die heutigen, gut sichtbaren Mauern des Klosters an der Dr.-Todsen-Straße sind ebenfalls jüngeren Datums.
2005 fanden Archäologen beim Bau der Flensburg Galerie Überreste der Stadtmauer.

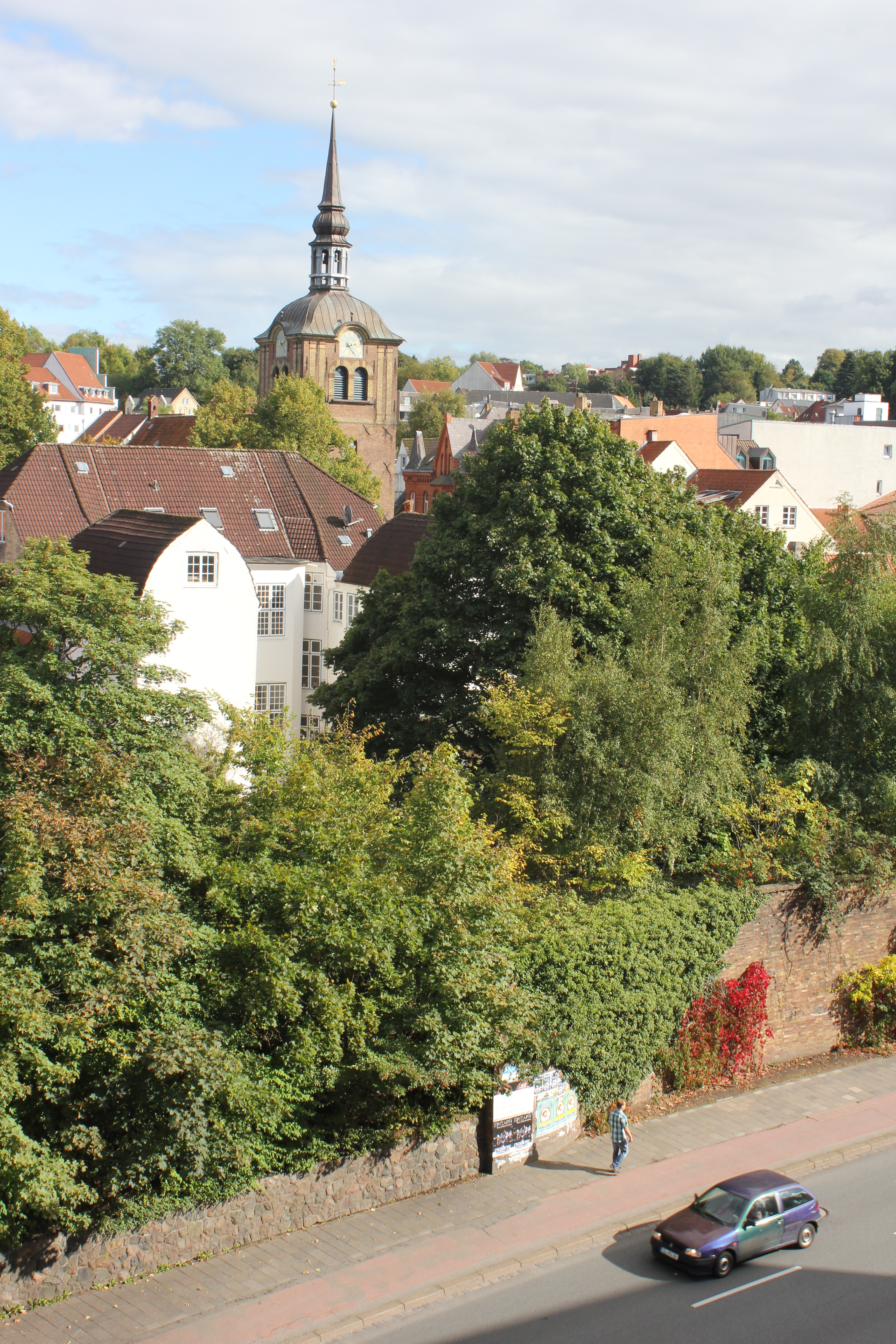
Die Mauer des Bahndamms die manchen an eine Stadtmauer erinnert, gehörte ebenfalls nicht zur Stadtbefestigung.
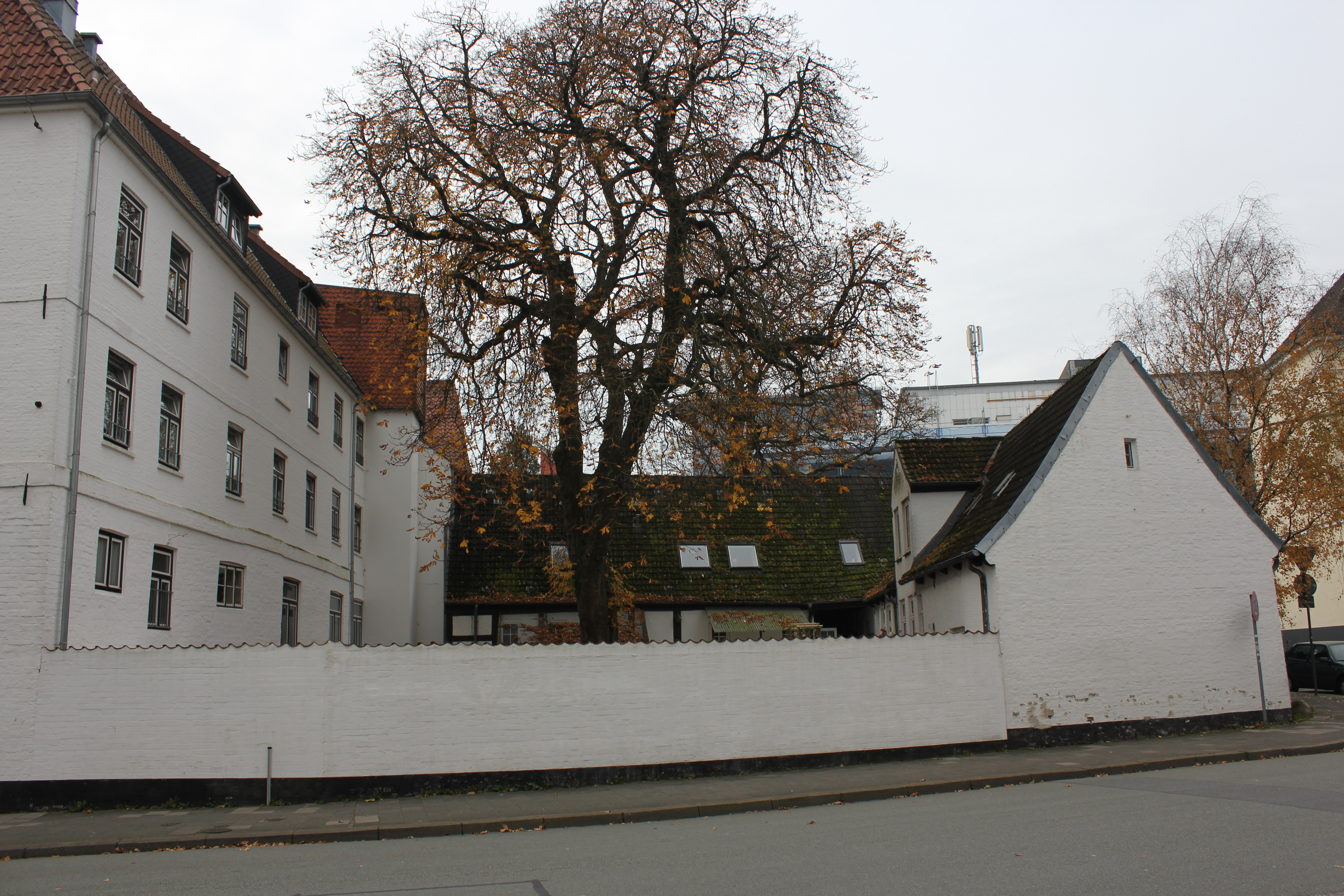
Heutige Klostermauer die nicht zur Stadtbefestigung gehörte.
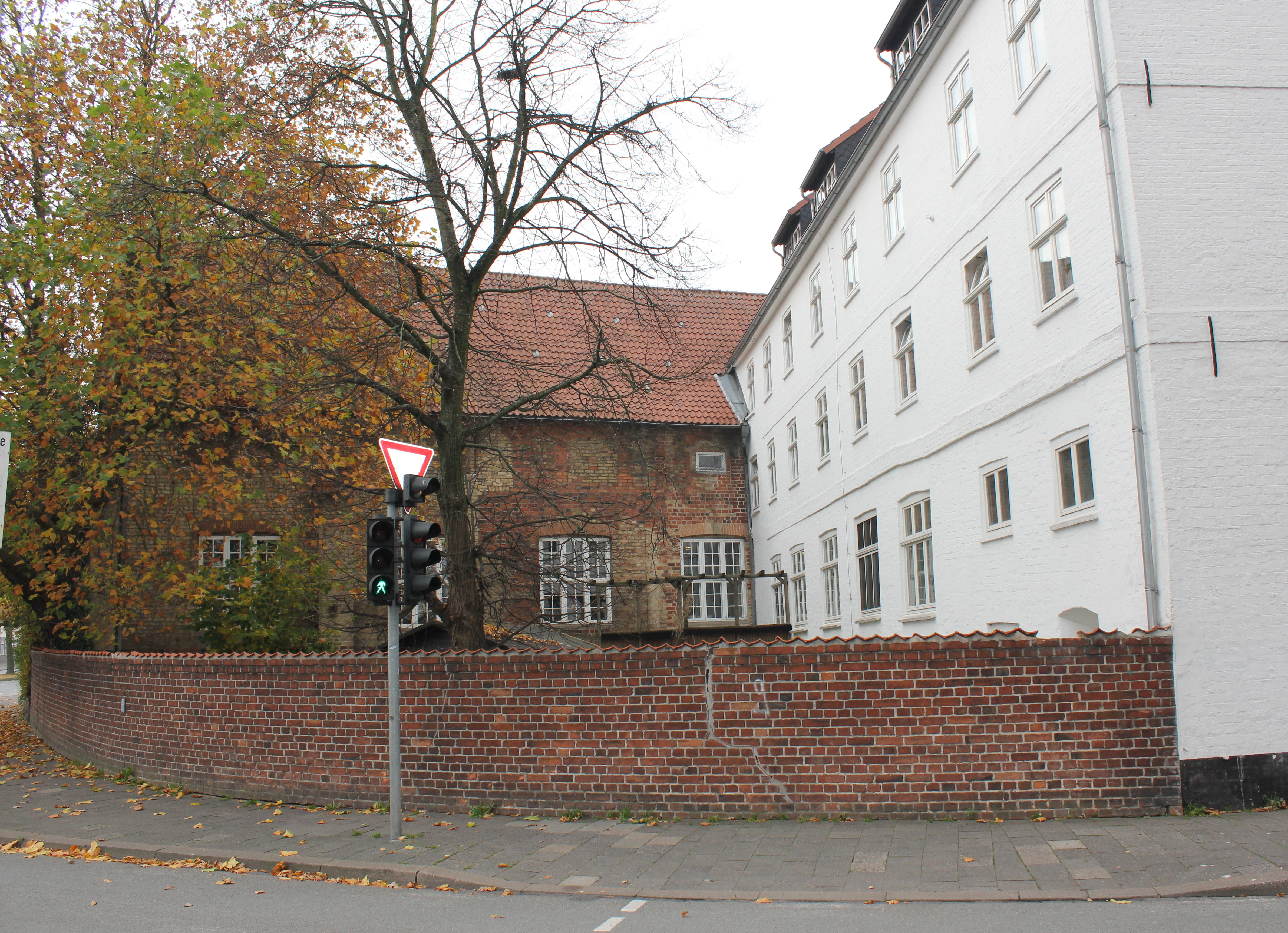
Weitere Mauer die heutzutage das Kloster abgrenzt und nicht zur Stadtbefestigung gehörte.
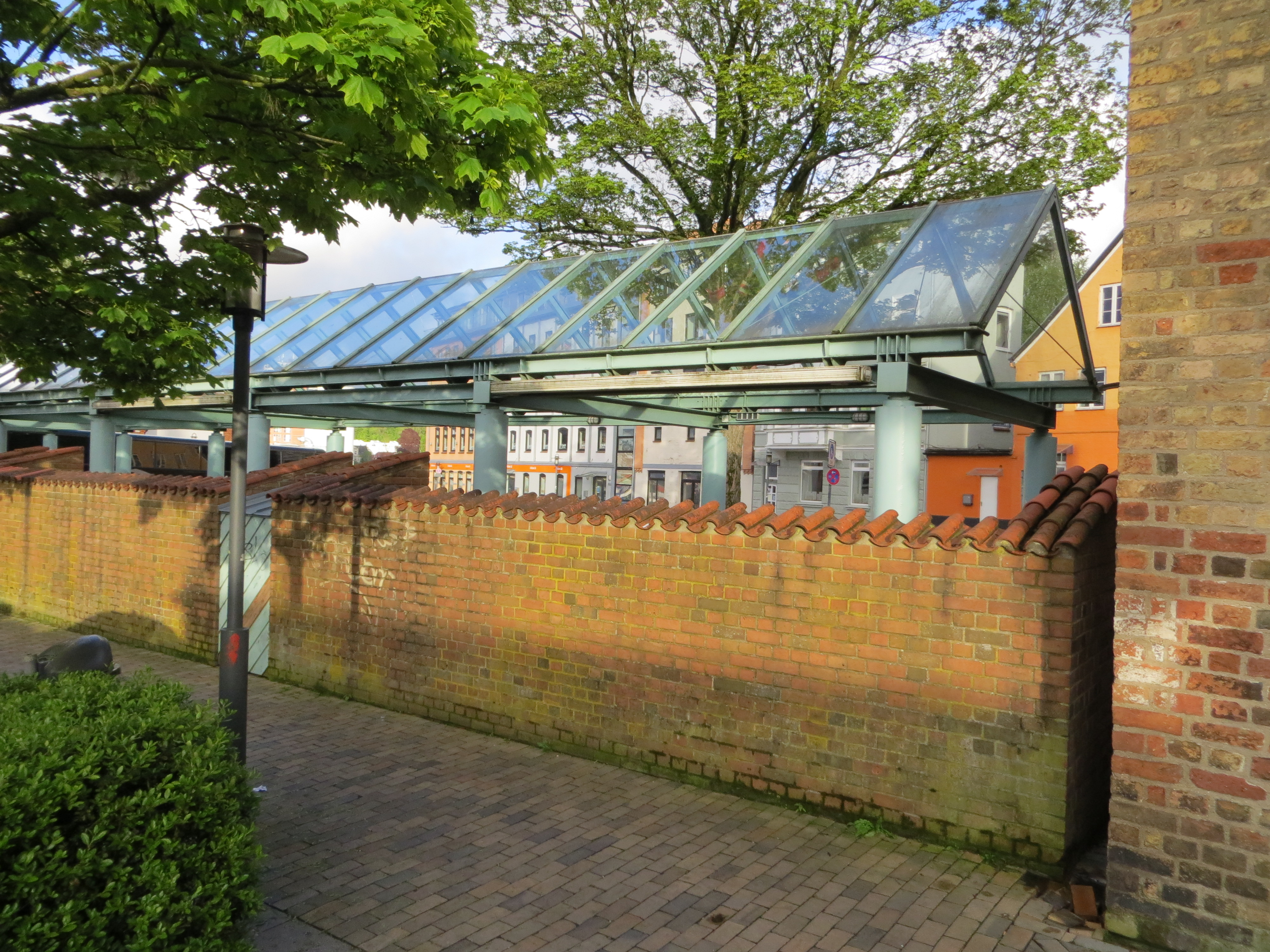
Die gänzlich unhistorische Mauer beim Nordertor.
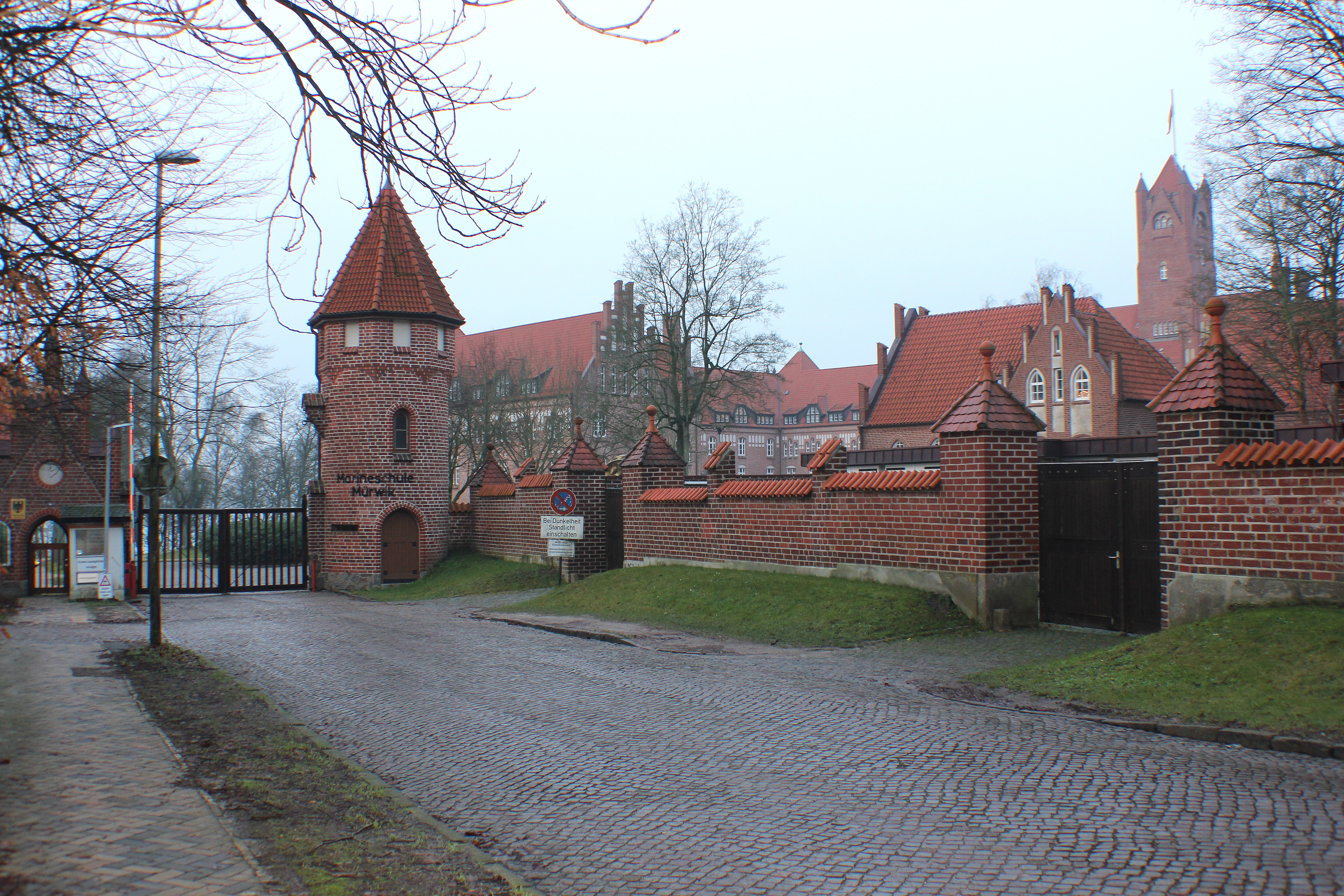
Torzugang zum Burgbau der Marineschule Mürwik mit der Mauer, die nicht zur Stadtmauer gehört.
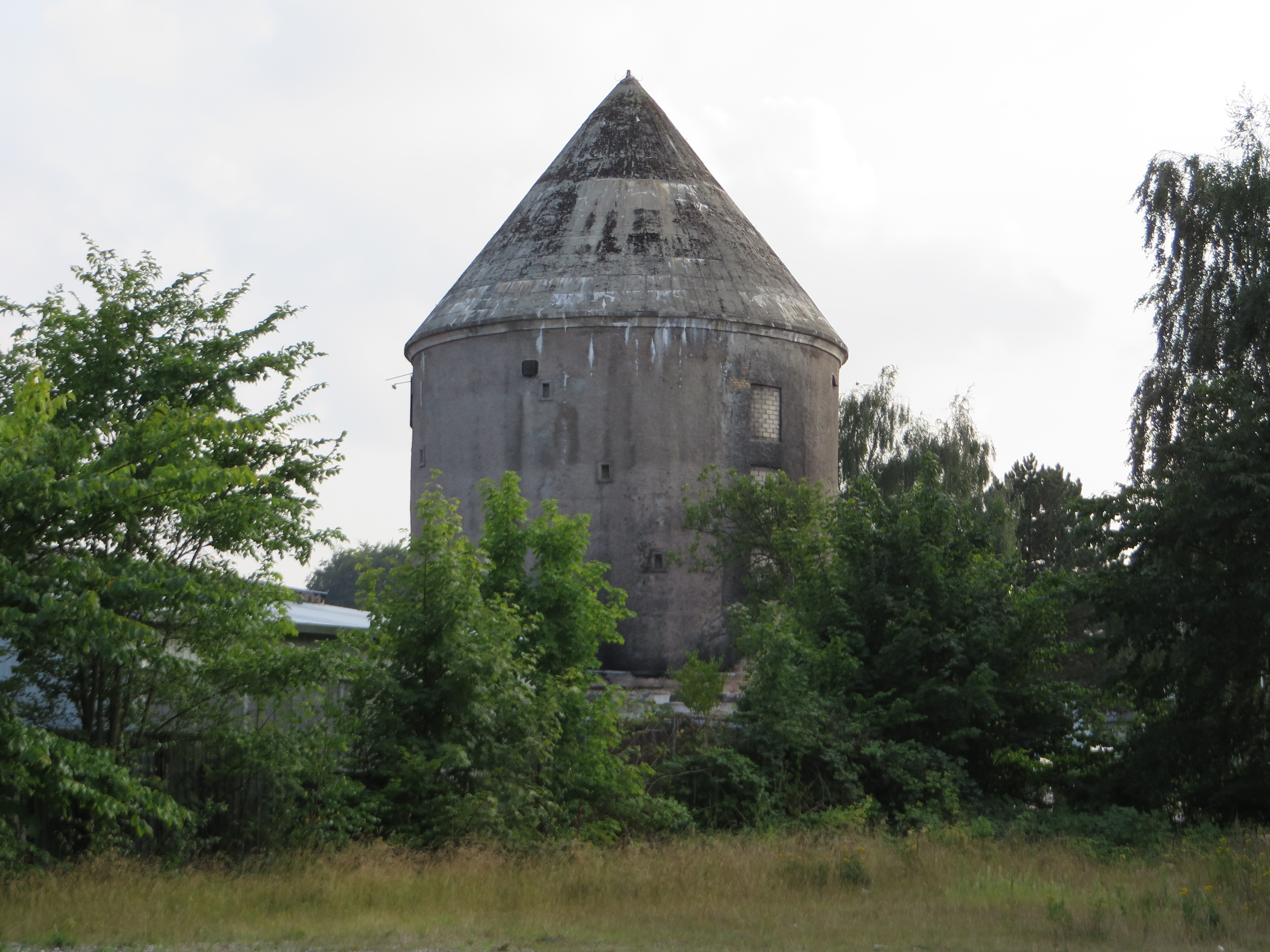
Trollturm Süd im Trollseeweg; ein sogenannter Zombeck-Turm, einer der Bunker der Stadt, der während des Zweiten Weltkrieges entstand.

## Sage vom Hundespuk im Stadtgraben
Sagen berichten, dass im Bereich des Stadtgrabens in der Dämmerung ein großer, schwarzer, zottiger Pudel mit glühenden Augen umhergehen würde. Ein Geist, bei dem es sich um den ehemaligen Flensburger Bürgermeister Peter Pomerering handeln solle, der nach seinem Tod unweit des Grabens verscharrt wurde und auf Grund unrechter Taten, seit Jahrhunderten, seine Ruhe nicht finden würde. Weshalb die Jugendlichen vor Einbruch der Dämmerung beim Nordergraben: „Komm raus, Peter Pomerering!“ sowie „Peter Pomerering, plagt dich die Aufregung?“ rufen würden. Doch sobald sich der schwarze Hund in der Dunkelheit zeigen würde, würden sie fliehen. – Siehe hierzu: Sage vom wachsenden Pfahl
Neben dem Bürgermeister Peter Pomerering soll einer Sage nach an Herbstnächten im Bereich des Stadtgrabens der ewige Jäger zu hören sein, bei dem es sich um König Waldemar handeln soll. So heißt es: „Da zieht der König Waldemar!“ (vgl. Oldemorstoft (auch: Waldemarstoft genannt))